# Каспар Пшездецький
Каспар Пшездецький (пол. Kaspar Przeździecki; ?—1619) — львівський міщанин. Міський синдик (1599), (1584—1585), лавник (1589 — 1595), райця (1595—1519) та війт (1617). Бурмистр королівський (1595, 1601), бурмистр радецький (1603) та бурмистр поспільства (1597, 1607).

## Життєпис
Походив з Кракова. В 1587 р. одружився з Доротою, донькою львівського райці та бурмистра Павла Єльонека.